# یوسف العظمه
یوسف العظمه (به عربی: یوسف العظمة) (زادهٔ ۹ آوریل ۱۸۸۴ – درگذشتهٔ ۲۴ ژوئیه ۱۹۲۰) وزیر جنگ پادشاهی عربی سوریه و رهبر داوطلبان سوری در جنگ میسلون، و متوفی در آن جنگ بود.